# ロングライド (映画配給会社)
有限会社ロングライド（英: LONGRIDE, INC.）は、日本の映画配給会社。
主に海外向けの作品などを手掛けている。

## 主な配給作品
- フォックスキャッチャー
- わたしは、ダニエル・ブレイク
- さらば愛しきアウトロー
- ナイブズ・アウト/名探偵と刃の館の秘密
- パブリック 図書館の奇跡
- さよなら、僕のマンハッタン
- めぐり逢わせのお弁当
- 家族を想うとき
- 野球少女
- マジック・イン・ムーンライト
- ザ・ギフト
- ブルージャスミン
- スポットライト 世紀のスクープ
- ネブラスカ ふたつの心をつなぐ旅
- ディーパンの闘い
- ジミー、野を駆ける伝説
- 100歳の華麗なる冒険
- 女と男の観覧車
- カフェ・ソサエティ
- 20センチュリー・ウーマン
- ベロニカとの記憶
- 恋のロンドン狂騒曲
- パターソン
- レイニーデイ・イン・ニューヨーク
- デッド・ドント・ダイ
- ブックスマート 卒業前夜のパーティーデビュー
- 人生、ただいま修行中
- バイス
- ビール・ストリートの恋人たち
- デトロイト
- 判決、ふたつの希望
- ヒッチコック/トリュフォー
- 教授のおかしな妄想殺人
- 疑惑のチャンピオン
- しあわせへのまわり道
- モロッコ、彼女たちの朝
- ワース 命の値段
- ファイブ・デビルズ
- プレゼンス 存在